# Ултрамаратон
Ултрамаратон је термин који дефинише свако трчање (а понекад и друге дисциплине) које подразумева стазе дуже од маратонске
42,195 km (26,219 mi). Ове дужине се често добијају тако што се неким бројем помножи дужина од 25 mi (40 km) или километара, у зависности од конвенција земље у којој се трка одржава.
Често дужине ултрамаратона су 50 и 100 km или 50 и 100 mi (160 km). Нешто ређе се трчи раздаљина од 84 km (52 mi) и ова трка се зове дупли маратон због дужине од две маратонске трке. Највећи број ултрамаратона има нестандардну дужину стазе.

## Ултрамаратони у Србији
Један од најстаријих планинских ултрамаратона у Европи је Ултрамаратон на Фрушкогорском маратону. Организује се још од 1978. године. Тренутно стаза Ултрамаратона има 102,75 km, и сваке године стазу пређе преко 200 такмичара. Рекорд стазе држи Жељко Благојевић са временом 11 сати и 36 минута. На Фрушкогорском маратону постоје и краће ултрамаратонске стазе.
У Београду и Суботици се одржавају две ултрамаратонске трке на 24 сата. Трке на којима циљ не постоји и мери се колико можете да истрчите за 24 сата. Рекорд Србије држи Јовица Спајић са истрчаних 218 km на Београдском ултрамаратону одржаном 2013.
Трекинг лига Србије се састоји од шест планинских трка током једне године дужина од 45 km до 60 km, дакле све ултрамаратонске дужине. Резултати са свих трка се сабирају и на крају године проглашава победник.

## Познати ултрамаратони у региону
- Ултрамаратон Беч-Будимпешта у Аустрији и Мађарској
- Кињижи (Kinizsi) у Мађарској
- Велебит ултра у Хрватској

## Познати ултрамаратони у Европи
- Ултра трејл ду Мон Блан (Ultra Trail du Mont Blanc) у Француској
- Спартатлон (Spartathlon) у Грчкој
- Трка Лондон-Брајтон (London to Brighton) у Енглеској

## Познати ултрамаратони ван Европе
- Комрејдс маратон (Comrades Marathon) у Јужноафричкој републици
- Маратон два океана (Two Oceans Marathon) у Јужноафричкој републици
- Пешчани маратон (Marathon des Sables) у Мароку
- Бедвотер ултра (Badwater Ultra) у САД
- Вестерн стејтс трка издржљивости (Western States Endurance Run) у Сједињеним Америчким Државама